# Univibe
O Univibe (ou UniVibe, ou ainda Uni-Vibe) é um pedal de phaser ou de phase shifter para criar simulações de chorus e vibrato para guitarra ou orgão elétrico. Foi lançado nos anos de 1960 por Shin-Ei e destinado a emular o som do "efeito Doppler" de um falante Leslie. Apesar de não ter muito sucesso como um simulador Leslie, o Univibe tornou-se um efeito em si, colocando seu carimbo em faixas como "Bridge of Sighs" de Robin Trower, "Machine Gun" de Jimi Hendrix e "Breathe" do Pink Floyd. O efeito, apesar de associado com chorus, é criado na realidade através de uma série de escalonada de filtros phasing, ao contrário dos usuais filtros alinhados de um efeito de phasing normal. Diferente de muitos outros pedais de phaser, este é alcançado sem o uso de op-amps.
O Univibe de Shin-Ei também era comercializado como um produto Univox.
"Univibe" é hoje uma marca registrada da Dunlop Manufacturing.
Usuários notáveis do Univibe são Jimi Hendrix, Robin Trower e David Gilmour do Pink Floyd.